# Únětice (kraj pilzneński)
Únětice – gmina w Czechach, w powiecie Pilzno Południe, w kraju pilzneńskim. Według danych z dnia 1 stycznia 2014 liczyła 139 mieszkańców.